# Ruder-Weltmeisterschaften 2000
Die Ruder-Weltmeisterschaften 2000 wurden vom 1. bis 6. August 2000 auf dem Jarun-See in Zagreb, Kroatien unter dem Regelwerk des Weltruderverbandes (FISA) ausgetragen. Die 14 olympischen Bootsklassen wurden wegen der olympischen Ruderregatta 2000 in Sydney nicht ausgetragen, so dass lediglich in den 10 nichtolympischen Bootsklassen die Ruder-Weltmeister ermittelt wurden. Wegen des kleinen Meldefeldes wurden die Weltmeisterschaften zusammen mit denen der Junioren ausgerichtet. An dem Wettbewerb nahmen 417 Sportler in 135 Mannschaften aus 41 Nationen teil.

## Ergebnisse
Hier sind die Medaillengewinner aus den A-Finals aufgelistet. Diese waren mit sechs Booten besetzt, die sich über Vor- und Hoffnungsläufe sowie Halbfinals für das Finale qualifizieren mussten. Die Streckenlänge betrug in allen Läufen 2000 Meter.

### Männer
| Bootsklasse                                  | Gold | Gold    | Silber | Silber  | Bronze | Bronze  |
| -------------------------------------------- | --- | ------- | --- | ------- | --- | ------- |
| Leichtgewichts-Einer (LM1x)                  | Tschechien Michal Vabroušek | 7:21,32 | Irland Sam Lynch | 7:22,02 | Slowakei Ľuboš Podstupka | 7:27,94 |
| Leichtgewichts-Doppelvierer (LM4x)           | Japan Hitoshi Hase Takehiro Kubo Kazuaki Mimoto Daisaku Takeda                                                                                             | 6:06,43 | Italien Simone Forlani Daniele Gilardoni Franco Sancassani Mauro Baccelli                                                                          | 6:08,84 | Spanien Juan Luis Aguirre Barco Ruben Alvarez Hoyos Alberto Domínguez Lorenzo Juan Zunzunegui Guimerans                                     | 6:09,34 |
| Leichtgewichts-Zweier ohne Steuermann (LM2-) | Kanada Ben Storey Edward Winchester | 6:49,55 | Vereinigtes Königreich Peter Haining Nicholas Strange                                                                                              | 6:50,18 | Dänemark Morten Hansen Skov Jesper Krogh | 6:50,26 |
| Zweier mit Steuermann (M2+)                  | Vereinigte Staaten Kurt Borcherding Matthew Guerrieri Nicholas Anderson (Stm.)                                                                             | 7:07,15 | Rumänien Daniel Măstăcan Nicolae Țaga Marin Gheorghe (Stm.)                                                                                        | 7:10,11 | Frankreich Vincent Maliszewski Bernard Roche Anthony Cornet (Stm.)                                                                          | 7:10,66 |
| Vierer mit Steuermann (M4+)                  | Vereinigtes Königreich Rick Dunn Toby Garbett Graham Smith Steve Williams Alistair Potts (Stm.)                                                            | 6:16,82 | Vereinigte Staaten Ben Holbrook James Neil Garrett Klugh Ryan Torgerson Jeffrey Lindy (Stm.)                                                       | 6:18,53 | Deutschland Lars Erdmann Wolfram Huhn Lars Krisch Andreas Werner Jörg Dederding (Stm.)                                                      | 6:21,57 |
| Leichtgewichts-Achter (LM8+)                 | Vereinigte Staaten John Cashman William Fedyna Joshua Fien-Helfman Angus MacLaurin Erik Miller Martin Schwartz Steve Warner Gabe Winkler David Mack (Stm.) | 5:55,04 | Vereinigtes Königreich Phil Baker Matt Beechey James Brown Ned Kittoe Stephen Lee James McGarva Jim McNiven Tom Middleton Christian Cormack (Stm.) | 5:58,06 | Australien Andrew Black Shane Broad Andrew Butler Benjamin Cureton Glen Loftus Karl Parker Matt Russell Michael Wiseman Kenneth Chan (Stm.) | 5:59,70 |

### Frauen
| Bootsklasse                        | Gold                                                                     | Gold    | Silber                                                                | Silber  | Bronze                                                               | Bronze  |
| ---------------------------------- | ------------------------------------------------------------------------ | ------- | --------------------------------------------------------------------- | ------- | -------------------------------------------------------------------- | ------- |
| Leichtgewichts-Einer (LW1x)        | Finnland Laila Finska-Bezerra                                            | 8:13,50 | Deutschland Angelika Brand                                            | 8:20,53 | Irland Sinéad Jennings                                               | 8:24,30 |
| Leichtgewichts-Doppelvierer (LW4x) | Deutschland Maja Darmstadt Michelle Darvill Anna Kleinz Karin Stephan    | 6:54,16 | Australien Eliza Blair Sally Causby Amber Halliday Catriona Roach     | 6:56,78 | Volksrepublik China Meiyun Tan Yanni Wang Yue Sun Xiujuan Song       | 6:58,21 |
| Zweier ohne Steuerfrau (LW2-)      | Vereinigtes Königreich Malindi Myers Miriam Taylor                       | 7:32,93 | Vereinigte Staaten Stacey Borgman Catherine Humblet                   | 7:35,80 | Deutschland Janet Radünzel Gunda Reimers                             | 7:49,94 |
| Vierer ohne Steuerfrau (W4-)       | Belarus Iryna Basyleuskaja Natallja Helach Wolha Trazeuskaja Marina Snak | 6:44,90 | Polen Aneta Bełka Honorata Motylewska Iwona Tybinkowska Iwona Zygmunt | 6:47,16 | Rumänien Mărioara Popescu Crina Serediuc Doina Spîrcu Aurica Chiriță | 6:49,90 |

## Medaillenspiegel
| Platz | Land                   | Gold | Silber | Bronze | Gesamt |
| ----- | ---------------------- | ---- | ------ | ------ | ------ |
| 1     | Vereinigtes Königreich | 2    | 2      |        | 4      |
| 1     | Vereinigte Staaten     | 2    | 2      |        | 4      |
| 3     | Deutschland            | 1    | 1      | 2      | 4      |
| 4     | Belarus                | 1    |        |        | 1      |
| 4     | Kanada                 | 1    |        |        | 1      |
| 4     | Tschechien             | 1    |        |        | 1      |
| 4     | Finnland               | 1    |        |        | 1      |
| 4     | Japan                  | 1    |        |        | 1      |
| 9     | Australien             |      | 1      | 1      | 2      |
| 9     | Irland                 |      | 1      | 1      | 2      |
| 9     | Rumänien               |      | 1      | 1      | 2      |
| 12    | Italien                |      | 1      |        | 1      |
| 12    | Polen                  |      | 1      |        | 1      |
| 14    | Volksrepublik China    |      |        | 1      | 1      |
| 14    | Dänemark               |      |        | 1      | 1      |
| 14    | Spanien                |      |        | 1      | 1      |
| 14    | Frankreich             |      |        | 1      | 1      |
| 14    | Slowakei               |      |        | 1      | 1      |
| Summe | Summe                  | 10   | 10     | 10     | 30     |